# Nicolaus von Below
Georg Ludwig Heinrich Nicolaus Freiherr von Below (Anklam, 20 settembre 1907 – Detmold, 24 luglio 1983) è stato un aviatore tedesco, ufficiale della Luftwaffe.

## Biografia
Below era figlio del colonnello dell'esercito prussiano e tenente colonnello dell'esercito cileno Günther von Below (1868-1933) e di sua cugina Mathilde von Below (1875-1937); discendeva da un'antica famiglia della Pomerania. Il 26 giugno 1937 von Below sposò Maria Kühne (1918-), figlia del prefetto Stephan Kühne di Barbara Bennecke; ebbero un figlio e tre femmine.
Venne educato presso l'accademia militare di Charlottenburg, dalla quale uscì sottotenente di fanteria nella Reichswehr, nel 1929; successivamente si interessò all'aviazione, allora in crescendo dopo i grandi miti della Grande Guerra: Manfred e Lothar von Richthofen, Ernst Udet, Francesco Baracca e molti altri. Allora l'aviazione tedesca si stava evolvendo, sia con scopi bellici che non; i grandi aviatori del tempo erano Friedrich August von der Heydte, Hermann von der Lieth-Thomsen, Marga von Etzdorf. Entrò nell'accademia dell'aviazione tenuta dal generale von der Lieth-Thomsen e si guadagnò il grado di capitano nella Luftwaffe.
Nel 1937 Below fu invitato da Hermann Göring a divenire aiutante di Hitler per la Luftwaffe, salendo nel 1942 al grado di colonnello ad appena trentacinque anni; Below non ebbe mai il compito di pianificare azioni di guerra per la Luftwaffe, bensì il suo compito era progettare modelli di aerei da guerra ad altissimo potenziale bellico oppure coudiavare Hitler nei suoi progetti per la Luftwaffe, della quale rimaneva Göring il principale responsabile. Below rimase alle dirette dipendenze di Hitler fino al 29 aprile 1945 e sottoscrisse con Martin Bormann e Joseph Goebbels il testamento politico di Hitler nel bunker della Cancelleria.
A mezzogiorno del 29 aprile Below abbandonò il bunker della Cancelleria e fuggì da Berlino cercando di raggiungere l'ammiraglio Dönitz a Flensburg ma fu catturato dalle truppe britanniche due giorni dopo, a Celle, dove aveva appena scoperto della morte di Hitler e della resa del bunker della Cancelleria. Fu prigioniero dei britannici fino al 7 gennaio 1946. Below fu chiamato più di una volta a testimoniare al processo di Norimberga e in particolare fu uno dei principali testi al processo all'alto comando, dove fu chiamato a confrontarsi con l'ex generale della Luftwaffe Hugo Sperrle; lo stesso Below fu imprigionato dagli Alleati per un certo periodo in un campo prigionieri a Delmenhorst.
Contrariamente agli altri ufficiali della Wehrmacht e della Luftwaffe come Wolf Graf Baudissin, Erich von Manstein, Johann Adolf von KIelmansegg, Bernd Freytag von Loringhoven (suo compagno del bunker di Hitler) e altri, Below non passò mai alla Bundeswehr ma trascorse i successivi anni della sua vita come pilota della Lufthansa. Fu coinvolto nello scandalo Höhepunkt sui diari di Hitler (fu chiamato ad identificarli) e morì a Detmold il 24 luglio 1983.